# Droga wojewódzka nr 203
Droga wojewódzka nr 203 (DW203) – droga wojewódzka w woj. zachodniopomorskim i pomorskim o długości 68,5 km, łącząca Ustkę z Darłowem oraz dalej z drogą krajową nr 6 przed Koszalinem. Droga przebiega przez powiat koszaliński, powiat sławieński oraz powiat słupski. Biegnie wzdłuż wybrzeża równolegle do linii brzegowej łącząc okoliczne miejscowości.
Podlega Rejonowi Dróg Wojewódzkich Koszalin oraz RDW Lębork.
Początkowy odcinek 56,498 km w woj. zachodniopomorskim ma status drogi klasy G.

## Miejscowości leżące przy trasie DW203
- Koszalin
- Iwięcino
- Bukowo Morskie
- Dąbki
- Darłowo
- Cisowo
- Zakrzewo
- Pieńkowo
- Postomino
- Zaleskie
- Duninowo
- Ustka